# Zaodrze Oławskie
Zaodrze Oławskie lub (Zaodrze albo Zwierzyniec Mały) - Jest jedną z ośmiu struktur przestrzennych znajdujących się w Oławie na Dolnym Śląsku. Osiedle Zaodrze położone jest we wschodniej części miasta za mostem nad Odrą. Na łuku pomiędzy nadodrzańskim wałem a Rezerwatem przyrody Zwierzyniec.

## Ulice
ul. Bażantowa, 
ul. Boczna,	
ul. Brzozowa,	
ul. Kasztanowa,	
ul. Krucza,	
ul. Nadbrzeżna,
ul. Na Grobli, 
ul. Odrzańska,	
ul. Oleśnicka, 
ul. Orla, 
ul. Słowicza,	
ul. Sokola,	
ul. Wierzbowa, 
ul. Żurawia.

## Pozostałe struktury przestrzenne miasta
- Nowy Górnik
- Nowy Otok
- Osiedle Chrobrego
- Osiedle Sobieskiego
- Stare Miasto
- Śródmieście
- Zwierzyniec Duży